# سون سوك كو
سون سوك كو (بالكورية: 손석구)‏ (مواليد 7 فبراير 1983) هو ممثل كوري جنوبي شارك في مسلسل الناجي المعين: 60 يوم، دي بي: أيام الكلب ومذكراتي التحريرية.

## الأعمال

### أفلام
| السنة | العنوان         | الدور         | م.    |
| ----- | --------------- | ------------- | ----- |
| 2022  | مدينة الجريمة 2 | كانغ هاي سانغ | [ 2 ] |

### مسلسلات
| السنة     | العنوان                       | الدور                  | ملاحظة                         | م.            |
| --------- | ----------------------------- | ---------------------- | ------------------------------ | ------------- |
| 2016      | اختطاف عضو الجمعية السيد كلين | تابع سانغ تشول         | دراما خاصة                     |               |
| 2017      | سينسايت                       | المحقق مون             | الموسم 2                       |               |
| 2018      | الأم                          | سيول-اك                |                                |               |
| 2018      | سوتس                          | ديفيد كيم              |                                |               |
| 2018      | الفوضى الزوجية                | لي جانغ-هيون           |                                |               |
| 2019      | الناجي المعين: 60 يوم         | تشا يونغ جين           |                                |               |
| 2019      | كوني ميلودراما                | كيم سانغ-سو            | دور الكاميو (الحلقة 10، 12–16) | [ 3 ]         |
| 2021–2023 | دي بي: أيام الكلب             | ايم جي-سيوب            | الموسم 1–2                     | [ 4 ] [ 5 ]   |
| 2021      | جيريسان                       | ليم تشول-كيونغ         | دور الكاميو (الحلقة 6)         | [ 6 ]         |
| 2022      | مذكراتي التحريرية             | السيد جو (جو جا-ميونغ) |                                | [ 7 ]         |
| 2022      | رهان كبير                     | اوه سيونغ-هون          |                                | [ 8 ] [ 9 ]   |
| 2024      | قاتل في حيرة                  | جانغ نان-جام           |                                | [ 10 ] [ 11 ] |
| 2025      | السعادة الابدية               | كو ناك جون             |                                | [ 12 ]        |
| 2025      | تسعة ألغاز                    | كيم هان-سيم            |                                | [ 13 ]        |

## روابط خارجية
- سون سوك كو على موقع IMDb (الإنجليزية)
- سون سوك كو على موقع قاعدة بيانات الفيلم (الإنجليزية)
- سون سوك كو على موقع كينوبويسك (الروسية)